# Suncho Corral
Suncho Corral är en kommunhuvudort i Argentina.   Den ligger i provinsen Santiago del Estero, i den norra delen av landet, 900 km nordväst om huvudstaden Buenos Aires. Suncho Corral ligger 135 meter över havet och antalet invånare är 6 087.
Terrängen runt Suncho Corral är mycket platt. Runt Suncho Corral är det mycket glesbefolkat, med 2 invånare per kvadratkilometer.. Det finns inga andra samhällen i närheten.
Trakten runt Suncho Corral består i huvudsak av gräsmarker.